# Badr Makki
Badr Ahmad Makki (in arabo بادر أحمد مكي‎?; Maroun, 27 ottobre 1970) è un ex cestista libanese.

## Carriera
Con il Libano ha disputato i Campionati mondiali del 2002 e i Campionati asiatici del 2003.